# Automobilpalatset

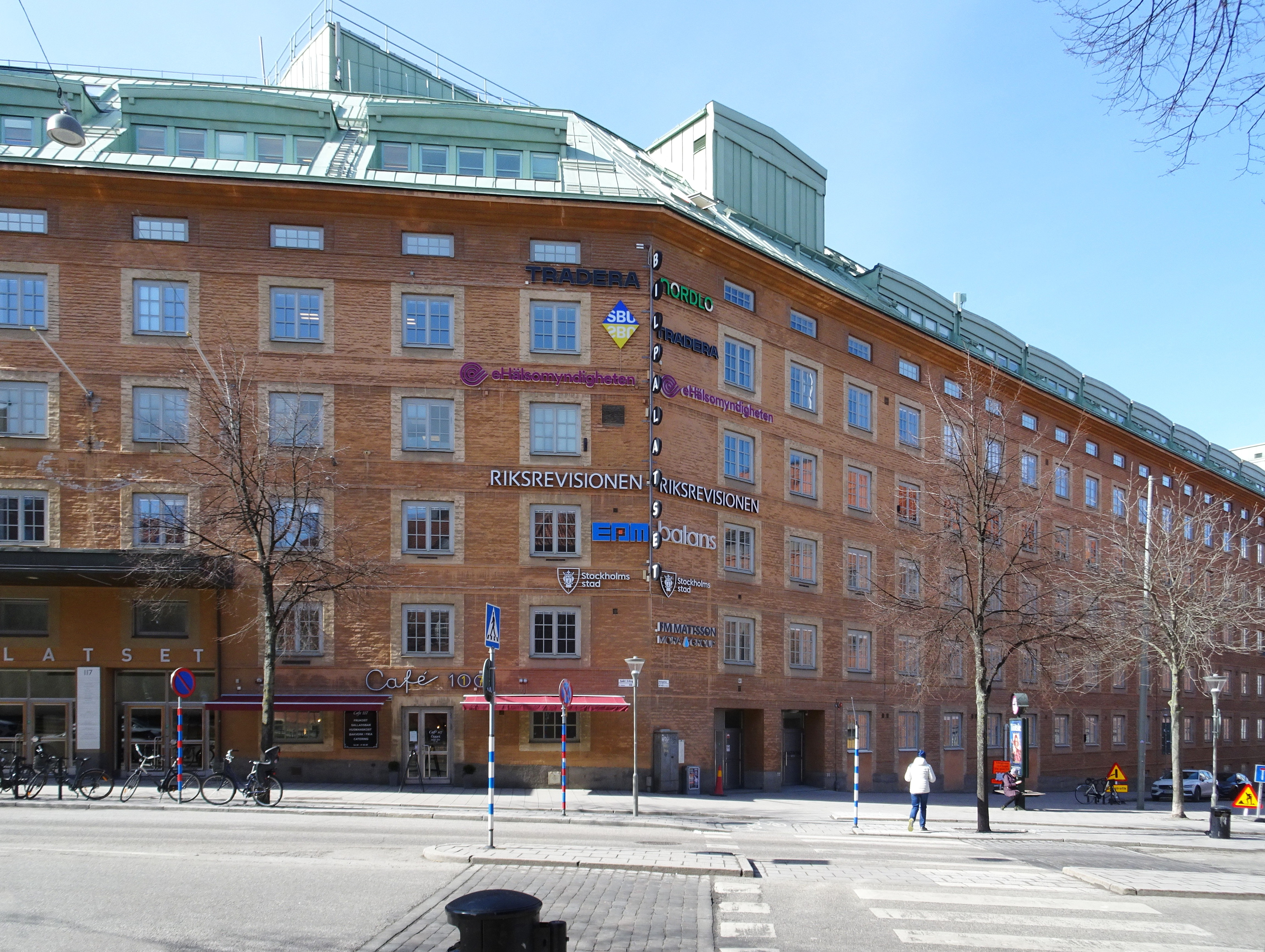
Före detta Automobilpalatset, nuvarande Bilpalatset sett från Dalagatan/Sankt Eriksgatan, april 2022.

Automobilpalatset (även Bilpalatset) kallades Philipsons Automobil AB:s anläggning i kvarteret Härden vid hörnet Norra stationsgatan 61 / Sankt Eriksgatan 117 i Vasastaden i Stockholm. Byggnaden uppfördes 1926 och 1929 och var på sin tid Europas största garage och Sveriges första stora parkeringshus med fullservice samt försäljning av nya och begagnade bilar. Byggnaden är grönmärkt av Stadsmuseet i Stockholm vilket innebär att bebyggelsen bedöms vara "särskilt värdefull från historisk, kulturhistorisk, miljömässig eller konstnärlig synpunkt".

## Historik

### Planering och byggnad

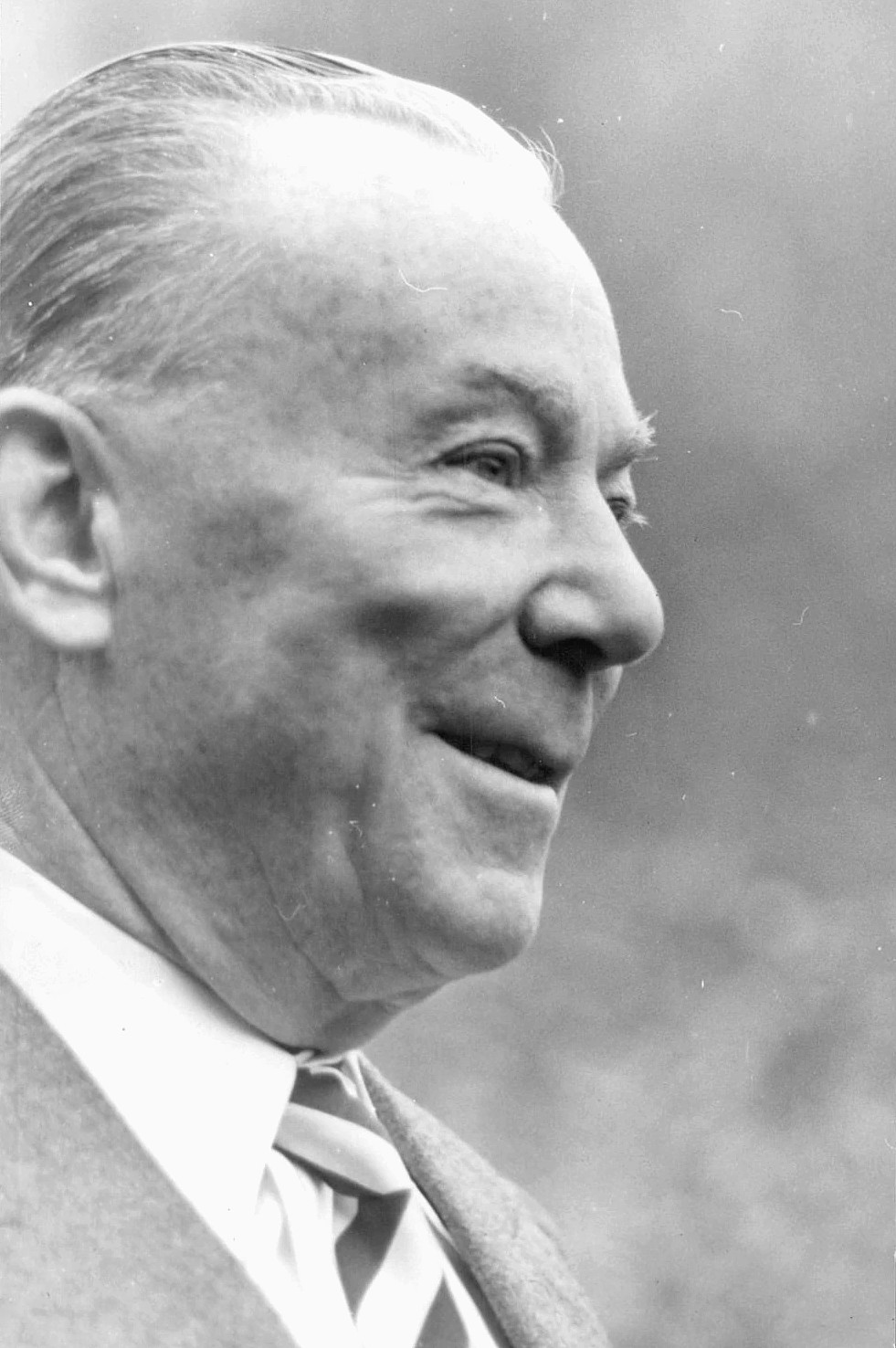
G.V. Philipson.

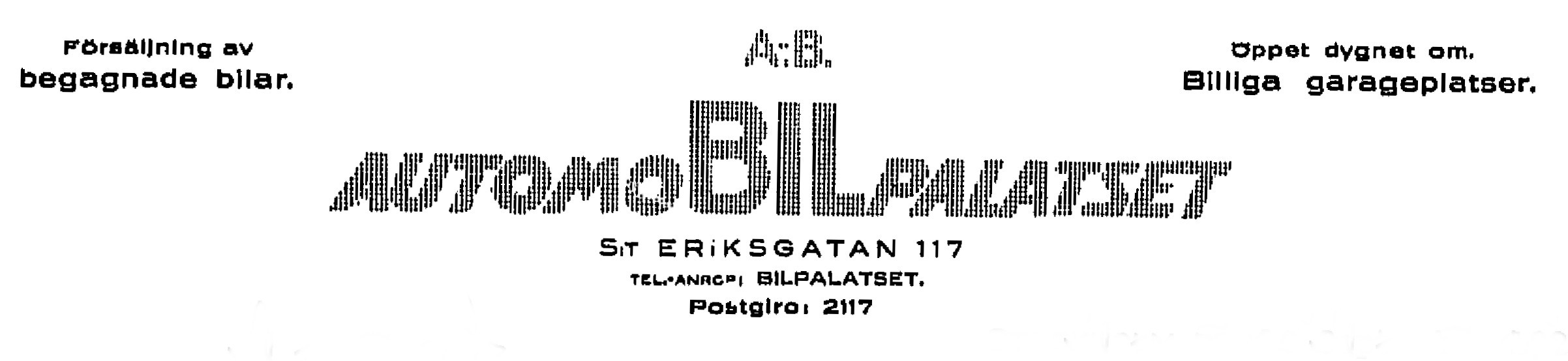
Automobilpalatset brevhuvud 1929.

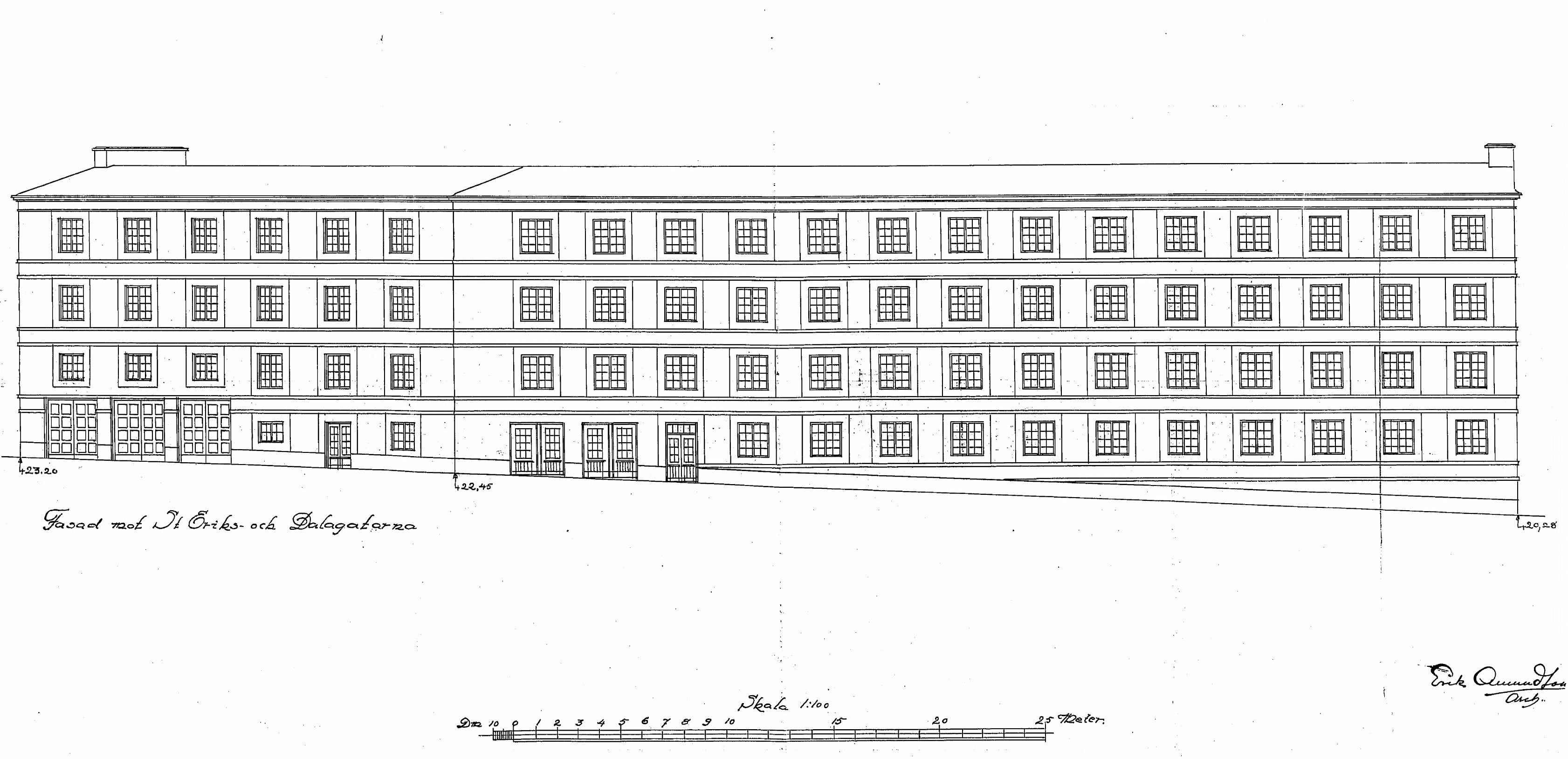
Erik Amundsons fasadritning, 1925.

Philipsons Automobil AB var bland de första som byggde i det nybildade kvarteret Härden. Området vid dåvarande Solnavägen (nuvarande Norra stationsgatan) betraktades på sin tid som Stockholms utkant, men här låg Norra stations nya godsstation med tillgång till järnvägstransporter vilket gav en logistisk fördel. 
Flera nya industrier började etablera sig här, bland dem Vin- & Spritcentralens nybygge, känt under namnet Grönstedtska palatset och byggt 1923 på kvarteret Städet, grannkvarteret i öster. Grannen i väster på dåvarande Härden 1 var en stor verkstadshall för Bröderna Hedlund som byggdes 1924 (riven 1958 för Siemenshuset), för övrigt var kvarteret Härden obebyggt. 
Initiativtagare till det planerade jättebygget på kvarteret Härden var direktör Gunnar V. Philipson som på studieresor i bland annat USA och Frankrike samlat intryck och uppslag för sitt stora projekt. Rörelsen drevs som ett aktiebolag, AB Automobilpalatset, med Gunnar V. Philipson som verkställande direktör. I affärskretsar bedömdes investeringen i Europas största "biletablissemang" som mycket djärv, men den visade sig framsynt och ekonomiskt riktig.
Automobilpalatsets första etapp uppfördes 1926. Huset ritades av arkitekt Erik Amundson och dennes bror, ingenjör Sixten Amundson, som tidvis tillsammans drev firman Sixten Amundson Ingenjörs- & Arkitektbyrå. För konstruktionerna stod professor Karl Ljungberg och Skånska Cementgjuteriet byggde under ledning av ingenjör Hans Georgii. Amundsons byrå gav byggnaden ett kraftfullt yttre med kvadratiska fönster och breda fönsteromfattningar samt horisontala lister i ljus kalksten. Mot gårdssidan och Härdgången (den lilla återvändsgränden mitt i kvarteret Härden) utfördes bottenvåningens höga fönster som välvda. Fasadernas ursprungligen oputsade tegelytor slammades vid en senare ombyggnad med ockrafärgad tunnputs i två nyanser. Så ter sig byggnaden även idag (2022).
Redan efter tre år blev anläggningen för trång och etapp 2 inleddes. Byggnaden höjdes med två plan till fem våningar med en lägre attikavåning och en indragen takvåning. Samtidigt förlängdes byggnaden ner till Norra stationsgatan, där den (på grund av sluttningen) fick upp till sex våningar plus attikavåningen. Även här stod Amundson och Ljungberg för arkitekt- respektive konstruktionsritningarna. Bärande stommen utfördes av armerad betong och fasaderna uppmurades i gult tegel. 

Ritningar, etapp 2
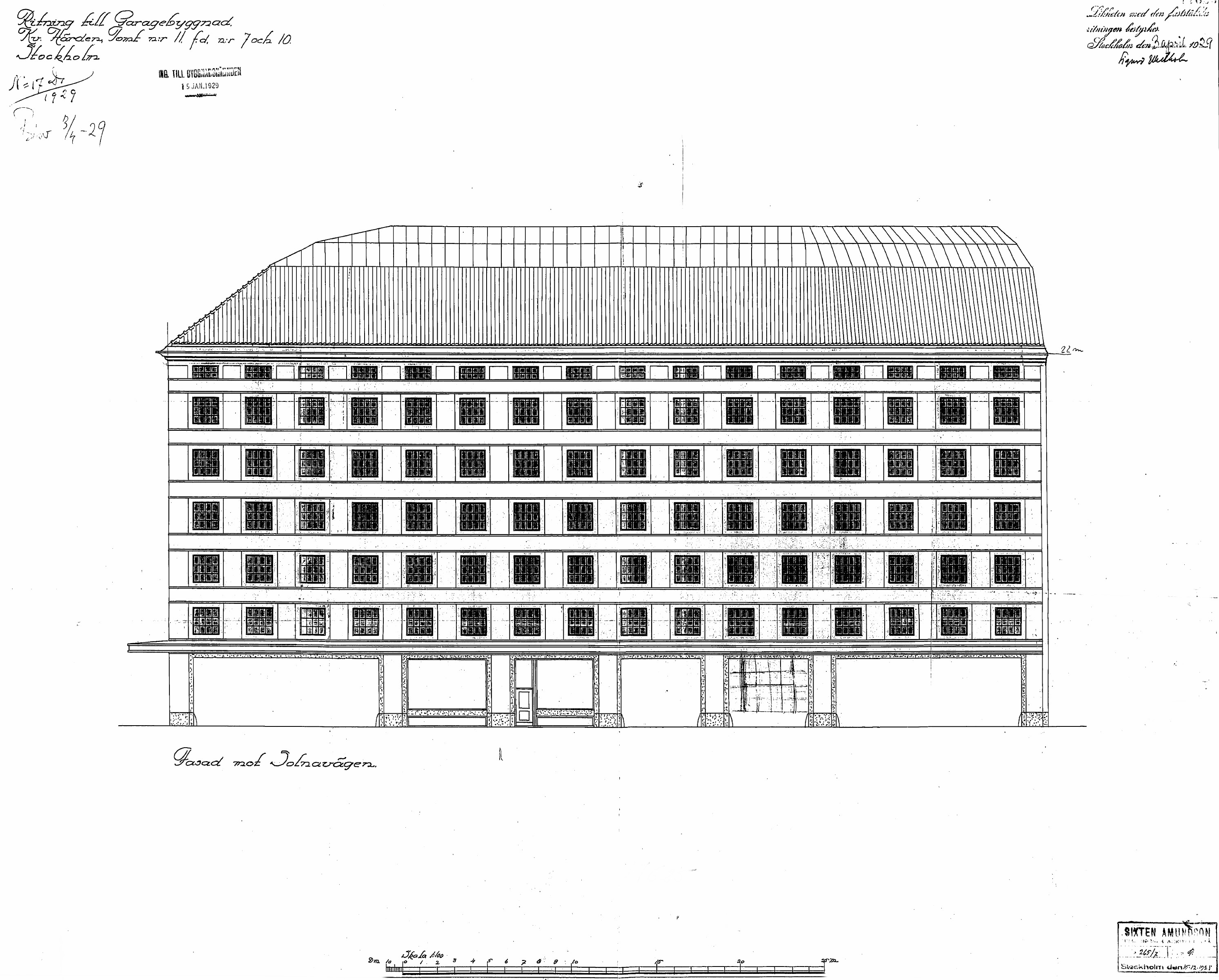
Fasad mot Norra stationsgatan.
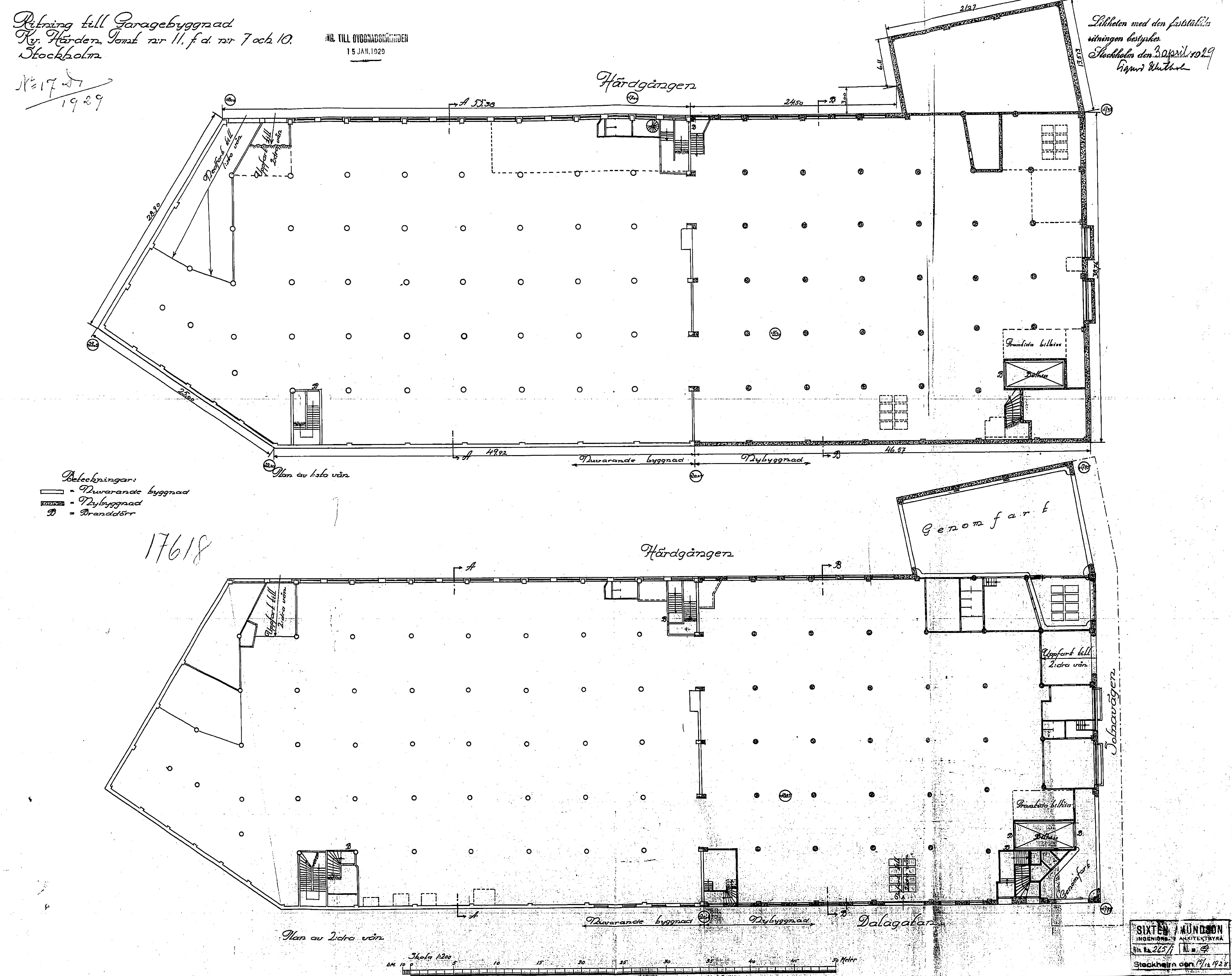
Planritningar.
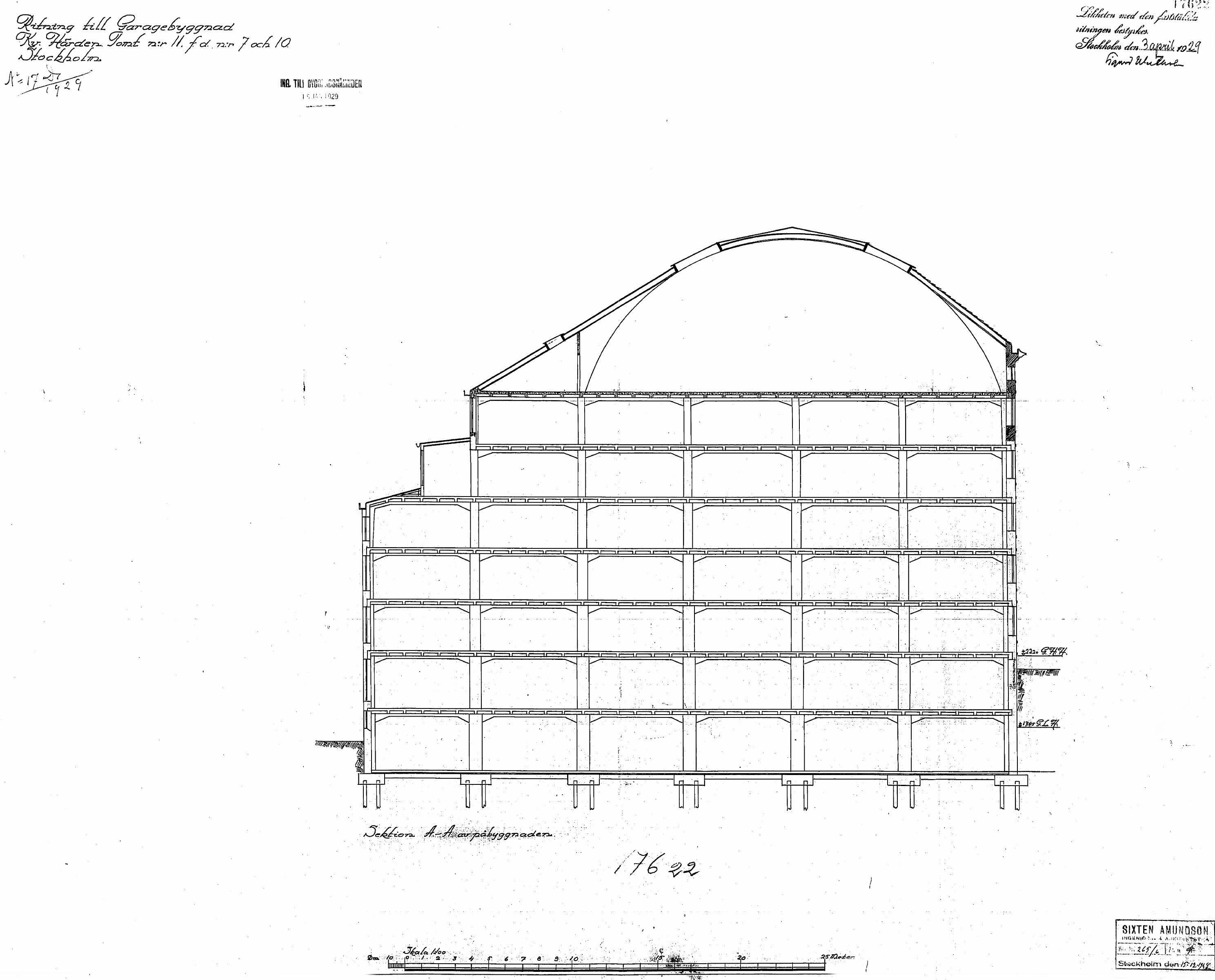
Sektion.
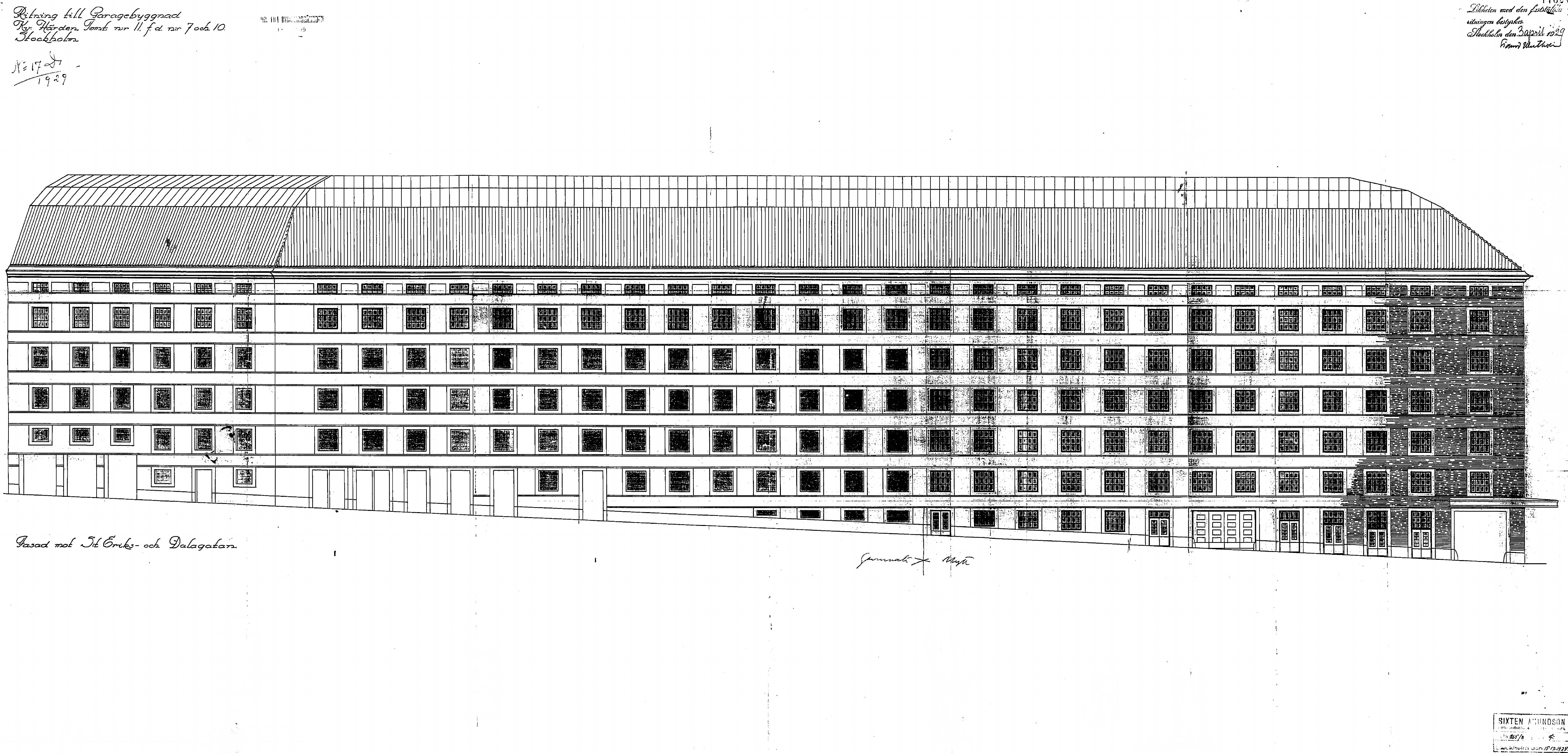
Fasad mot Dalagatan / S:t Eriksgatan.

### Verksamhet
Fullt utbyggd fanns 600 kort- och långtidsgarageplatser för uthyrning, tillgängliga dygnet runt. Garageverksamheten var en viktig del i Philipsons koncept. Redan då var det brist på garageplatser i huvudstaden som trafikerades av cirka 9 000 person- och lastbilar. Bristen ledde till höga priser och Philipson menade att genom hans stora tillskott kunde priset per garageplats sänkas till hälften. Automobilpalatset erbjöd dessutom ett heltäckande program för allt som rörde bilen som exempelvis bilverkstäder, smörjhallar, tvätthall samt reservdelsförsäljning och försäljning av nya och begagnade bilar. Vidare fanns två bensinstationer, en gummiverkstad och mekanisk verkstad, till och med bärgningsservice med egen bärgningsbil kunde tillhandahållas. Tre stora garageportar mot Sankt Eriksgatan 117 markerade huvudingången. På 1950-talet låg en Shellstation utanför. För transport av bilarna mellan våningarna fanns en körramp och en bilhiss. För företagets anställda inrättades 1946 en idrottshall vilken anordnades under den välvda stålkonstruktion på takvåningen och som fick dagsljus via taklanterniner. 
I den nya anläggningen kunde Philipson samla nästan samtliga verksamheter, som tidigare varit utspridda på ett tiotal olika platser, under samma tak. Utställningshallen för nya bilar låg inte här utan i en lokal vid Strandvägen. Det ändrades på 1950-talets mitt när Philipson fick bygga på tomten i söder (Härden 17) där man lät uppföra byggnaden för Hotell Palace (nuvarande Elite Palace Hotel) efter ritningar av Karl G.H. Karlsson. I husets bottenvåning låg en elegant utställningshall för nya bilar, främst Mercedes-Benz. 1930 invigdes Philipssons Automobilpalats i Jönköping, som är ett lagskyddat byggnadsminne sedan 2001.

Historiska bilder
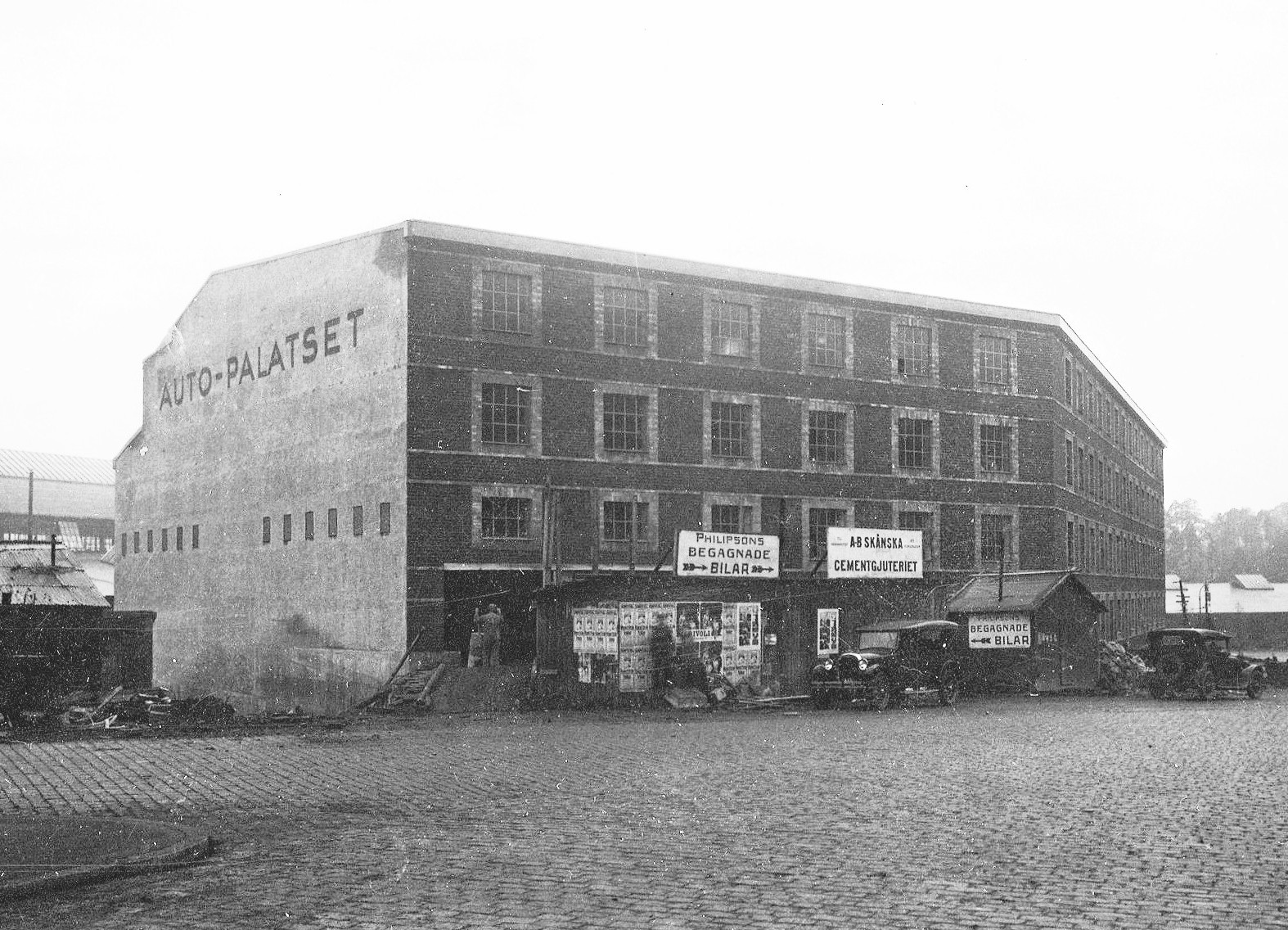
Första etappen under uppförande, 1925.
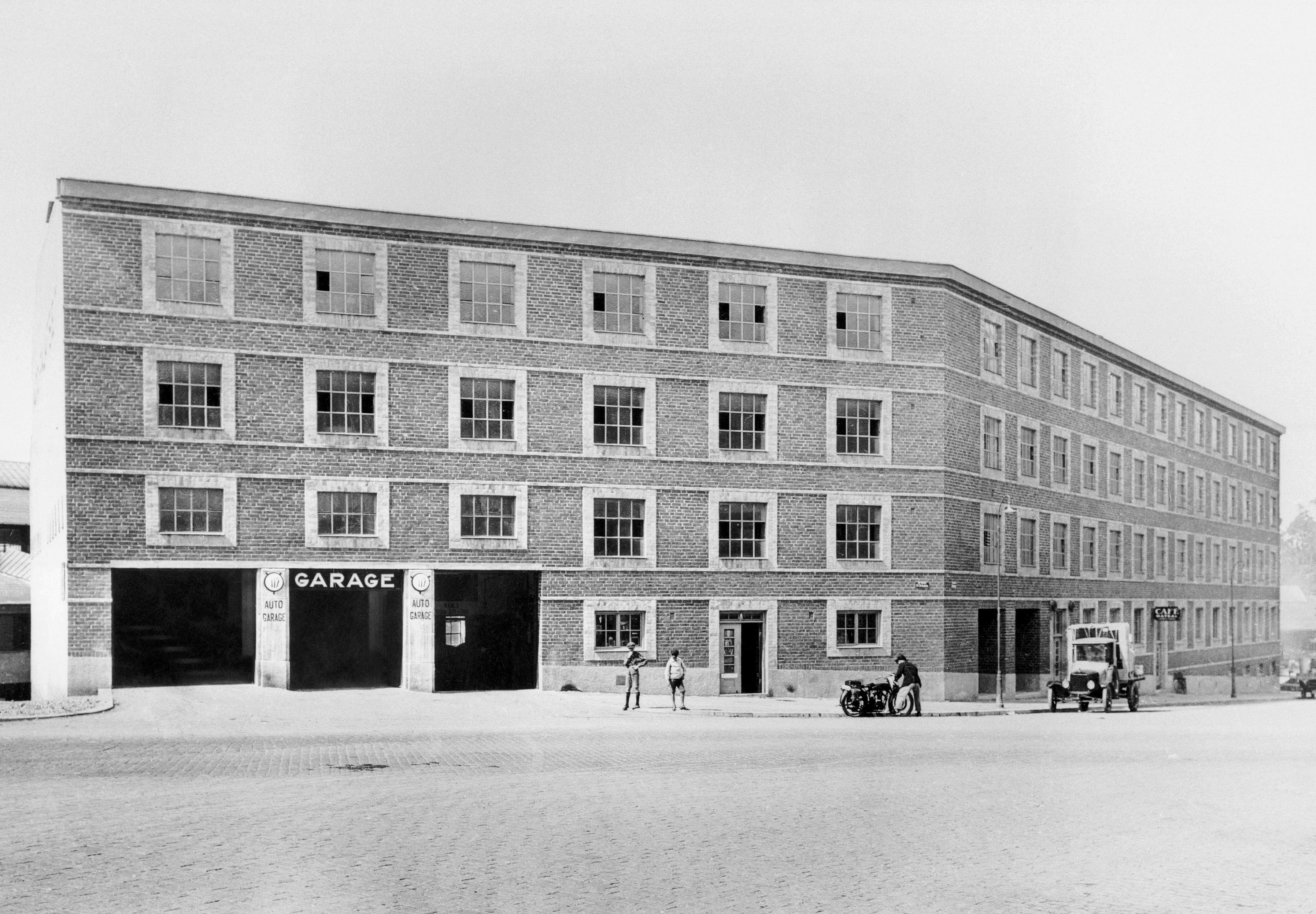
Första etappen färdigställd, 1926.
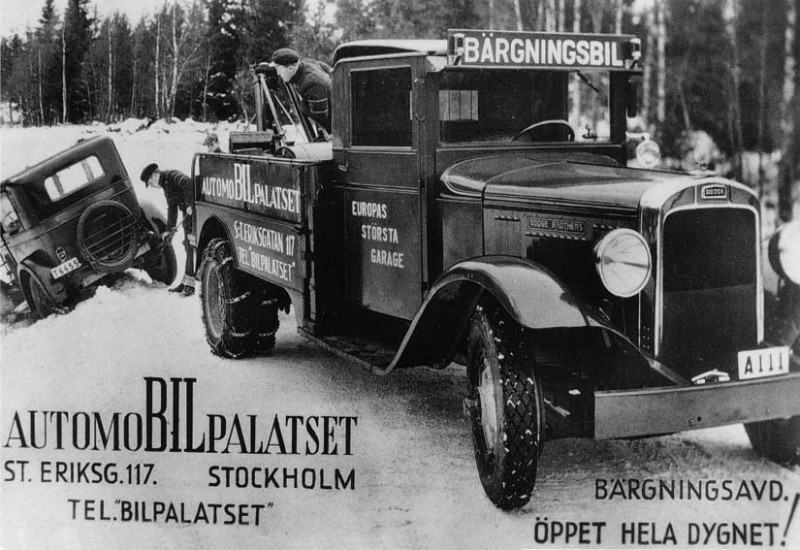
Automobilpalatsets bärgningsbil på 1930-talet.
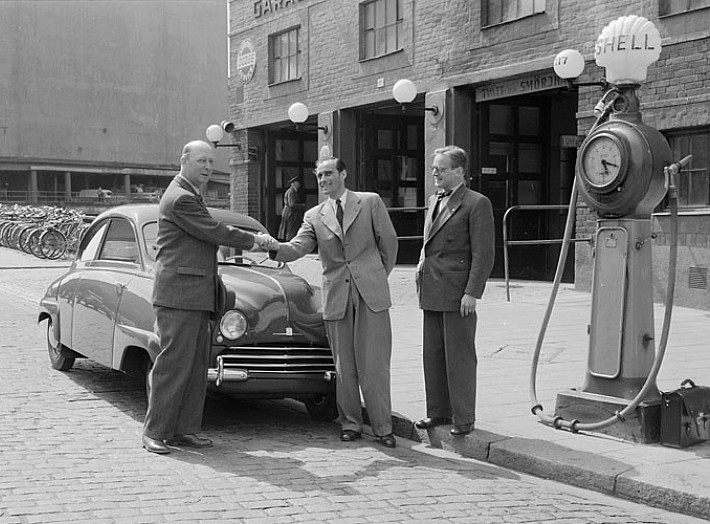
Gunnar V Philipson (till vänster) och en Saab 92 framför Automobilpalatset, 1950.
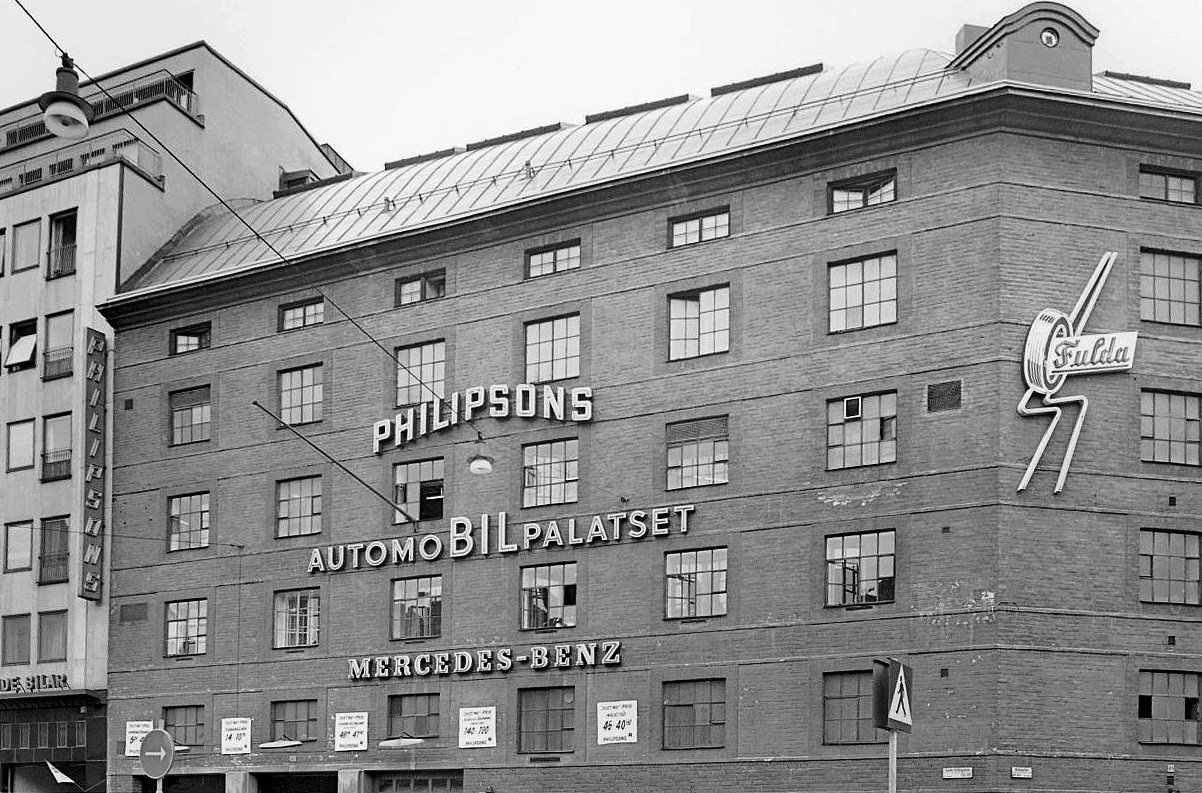
Fasaden mot Dalagatan på 1960-talet.

### Efter Philipson
I slutet av 1960-talet lämnade Philipson kvarteret Härden och flyttade till en nybyggd anläggning i Sollentuna. Viss bilverksamhet fanns kvar en bit in på 1970-talet och mindre ombyggnader utfördes med Automobilpalatset AB som beställare. Fastigheten ägdes då av Evidentia och Diligentia. På 1980-talet byggdes ytterligare en takvåning på Härden 16 samtidigt som lokalerna byggdes om för kontor och lätt industri. Intresset att hyra industri- och kontorslokaler här var dock lågt och stora ytor stod tomma. Under 2006 genomfördes en omfattande renovering och modernisering av fastigheten och i oktober samma år öppnade "nya" Bilpalatset. Nuvarande (2022) fastighetsägare är Humlegården Fastigheter som 2017 förvärvade Härden 16 från Länsförsäkringar.

Nutida bilder
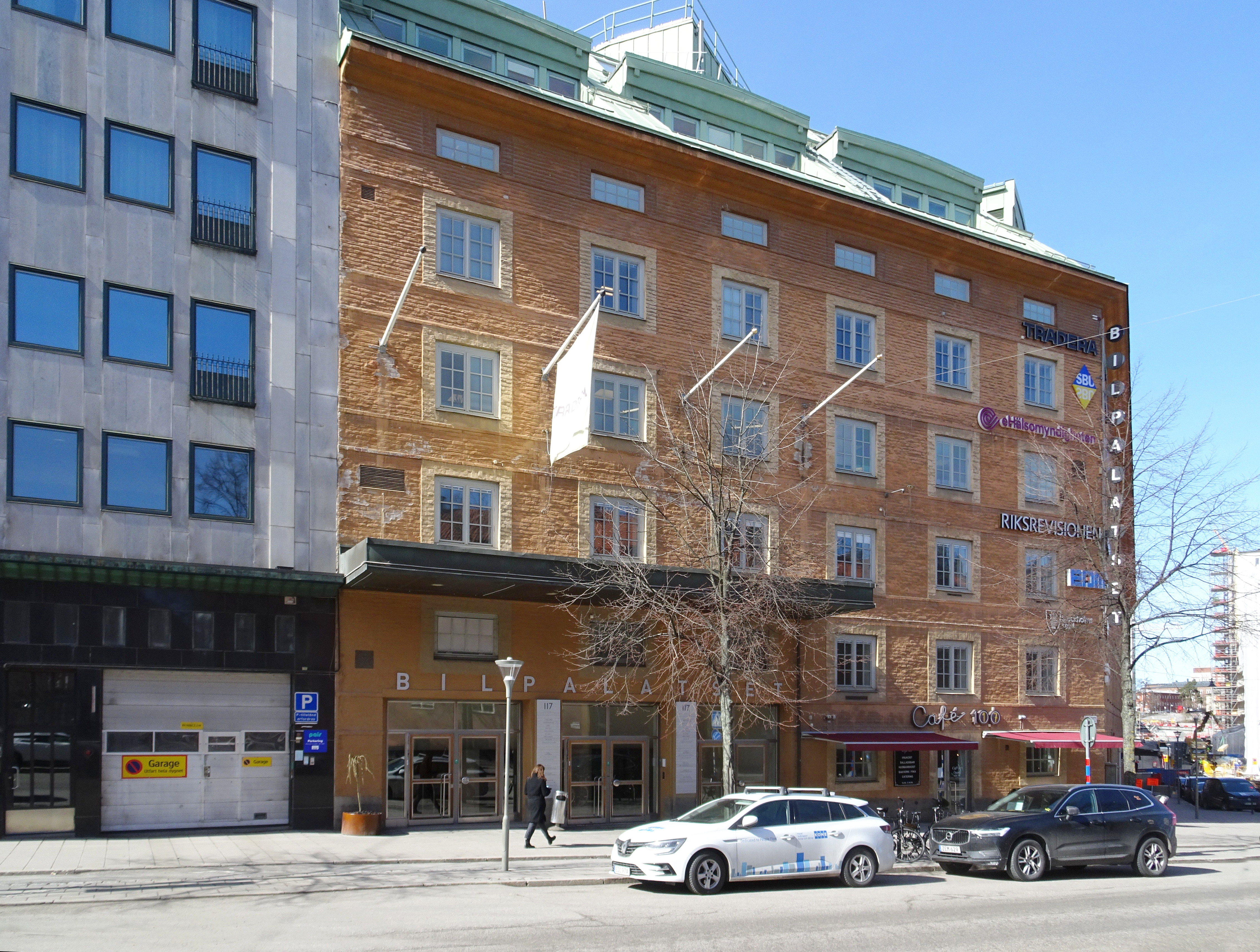
Fasad mot Dalagatan / S:t Eriksgatan.
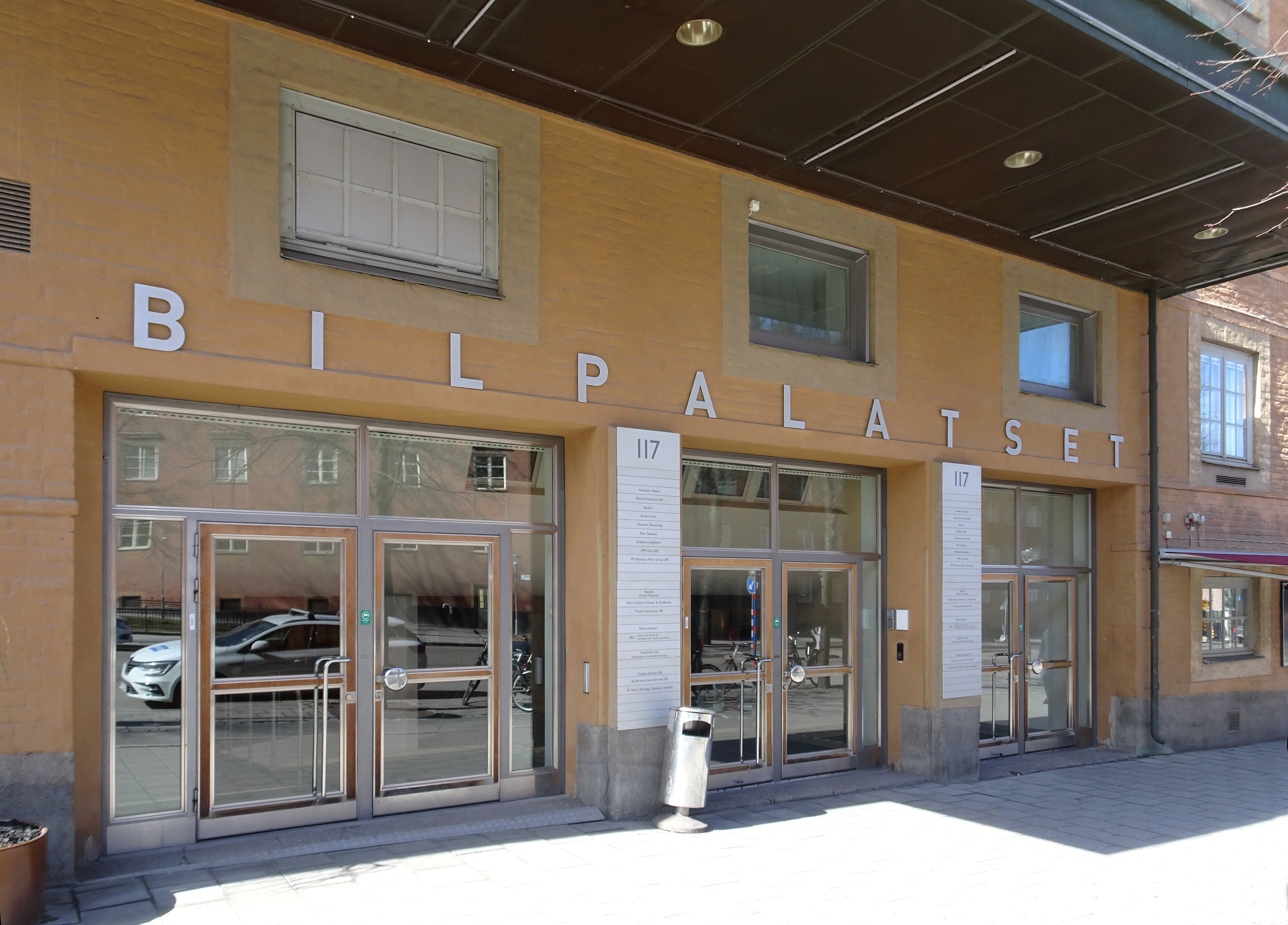
Den tidigare garageinfarten, idag huvudentré.
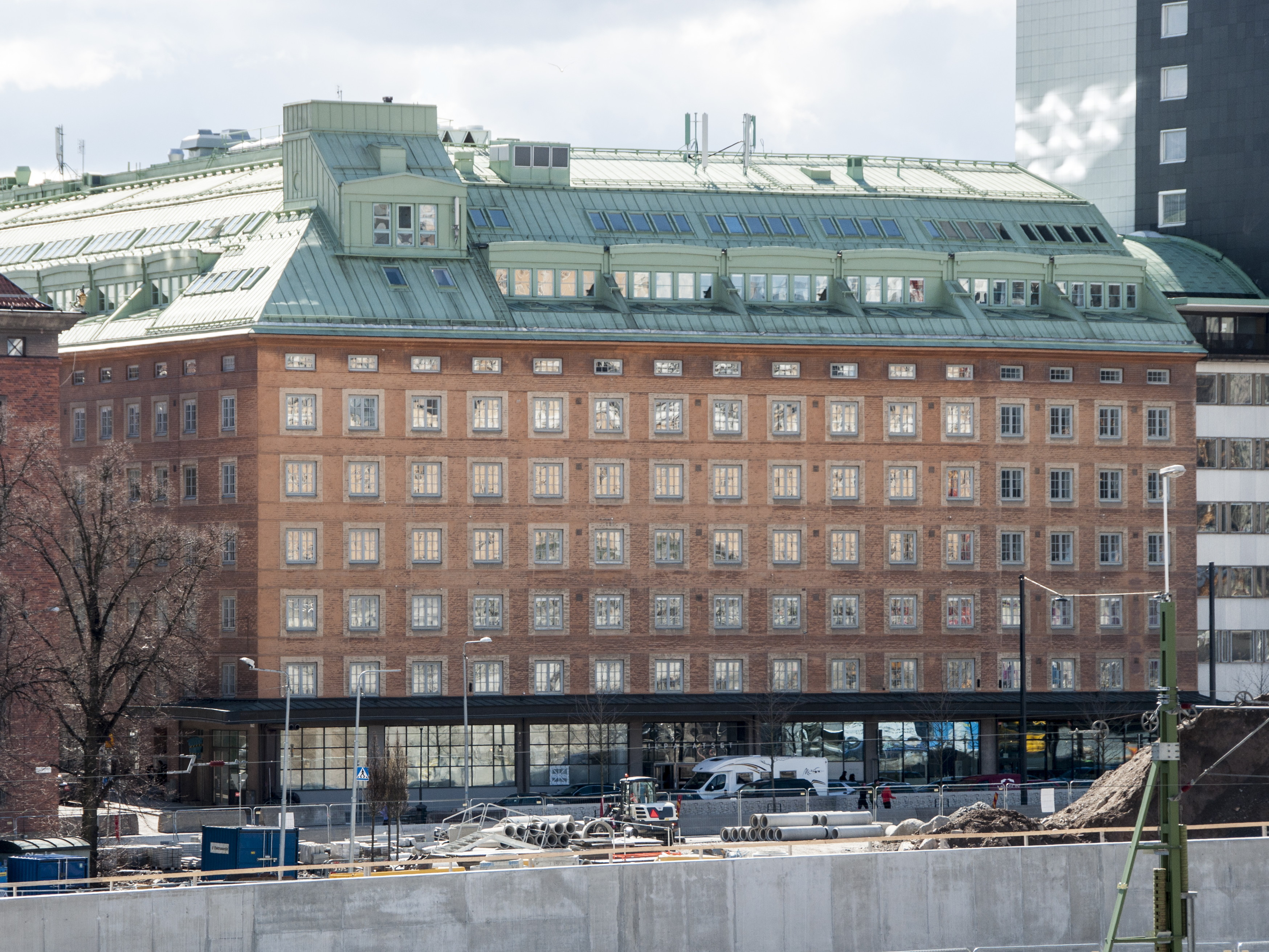
Fasad mot Norra stationsgatan.
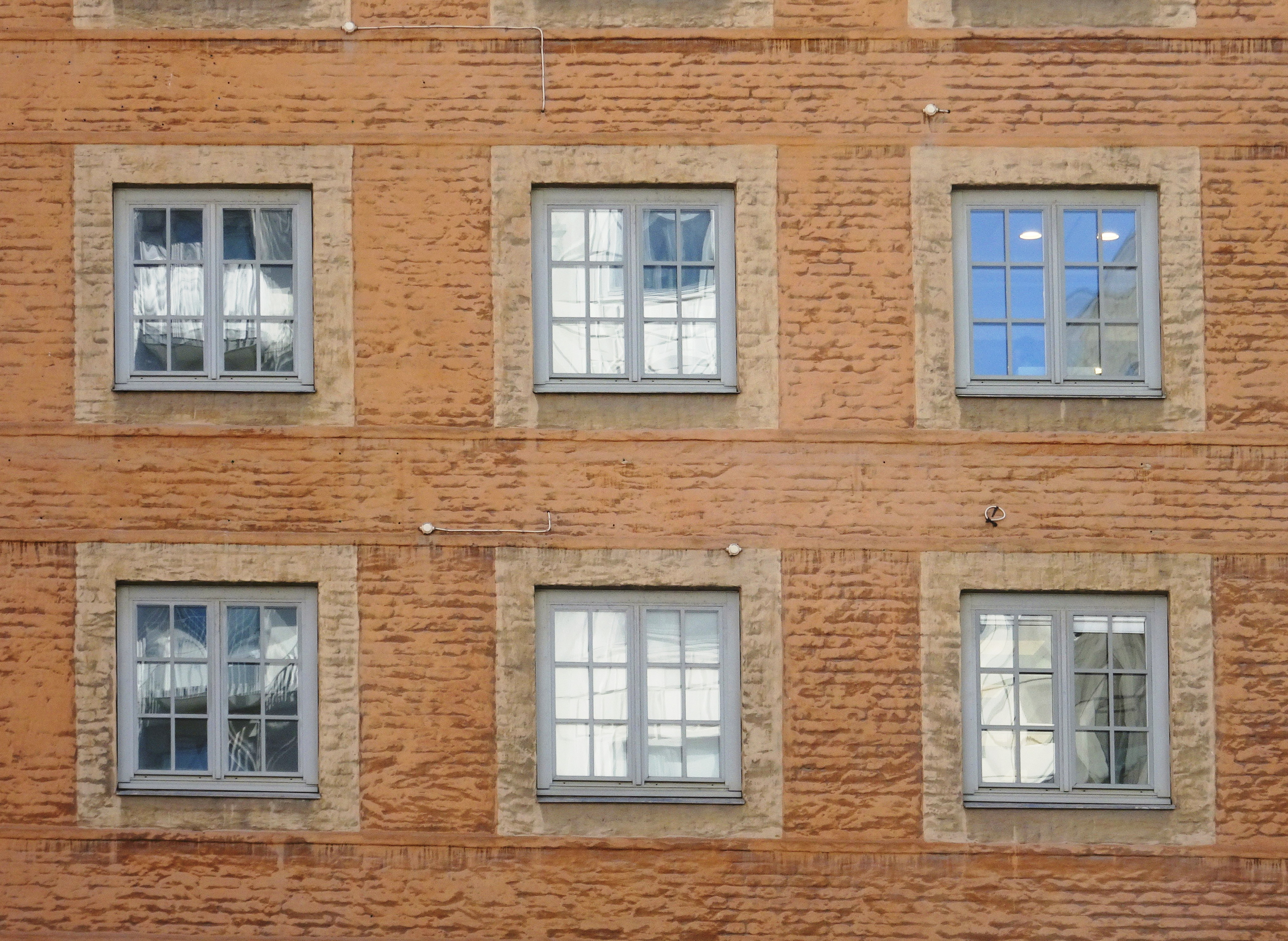
Fasaddetalj.
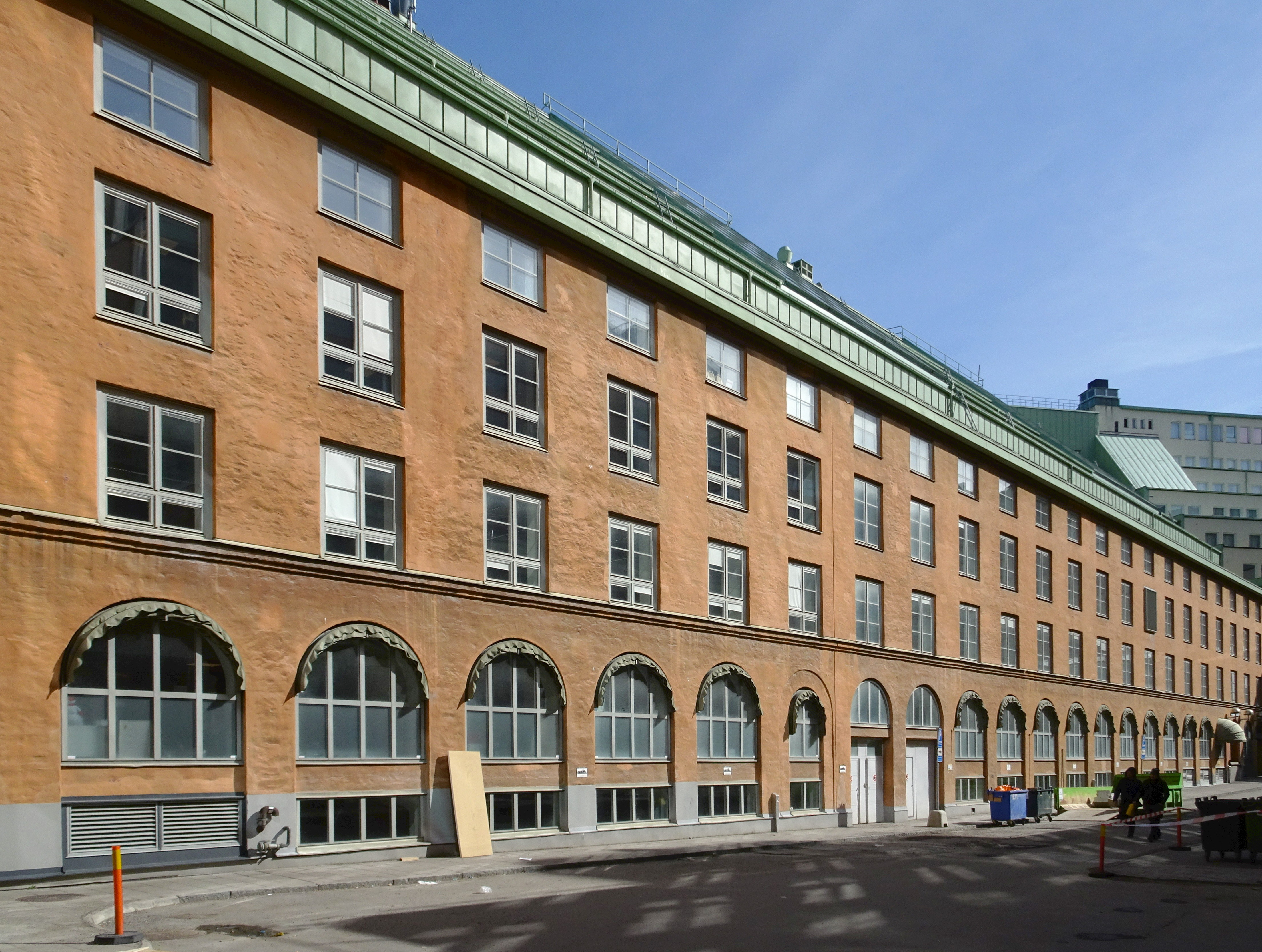
Fasad mot innergården (Härdgången).